# Eden Palace
Eden Palace (The Garden of Eden) è un film muto del 1928 diretto e prodotto da Lewis Milestone.

## Trama
La giovane Toni, diplomata come cantante lirica presso il conservatorio di Vienna, lavora in una pasticceria gestita da una coppia di zii. Stanca di passare il proprio tempo “ad infornare Brezel”, ed attirata da una proposta di lavoro, nella speranza di intraprendere una luminosa carriera artistica come cantante, una notte lascia di nascosto la casa degli zii e si reca in treno a Budapest. In realtà scopre che il suo lavoro consiste nell’essere una soubrette nell’equivoco locale di varietà Palais de Paris.
Dopo un’esibizione in costume succinto, per lei umiliante, la manager del locale la fa incontrare col sordido donnaiolo Henri, cliente fisso del locale, che tenta di abusare di lei. Viene tratta in salvo da Rosa, l’anziana sarta del locale. A seguito di ciò la manager, che faceva conto in una conclusione diversa dell’incontro che aveva combinato, le licenza entrambe, e Rosa convince Toni a partire in una vacanza di due settimane con lei. Si recano a Montecarlo, dove prendono alloggio nel lussuoso Eden Hotel, e, mentre Toni comincia a sospettare che Rosa, potendo sostenere tali elevate spese, sia una sorta di disonesta faccendiera, si scopre che Rosa è in effetti una baronessa priva di grandi mezzi finanziari, che riceve una modesta pensione come vedova di guerra di un ufficiale, e passa la maggior parte dell’anno lavorando come sarta e facendo economie, per vivere la bella vita per due settimane ogni anno, durante le quali spende tutti i suoi introiti. Rose scrive sul registro dell’albergo “baronessa Rose e figlia”, come generalità.
All’Eden Hotel le due incontrano il colonnello Dupont, vecchia conoscenza di Rosa, e suo nipote Richard, un compositore dilettante, entrambi i quali corteggiano Toni, che si innamora del giovane Richard durante una passeggiata nel “giardino dell’Eden”, prospiciente l’albergo, con vegetazione lussureggiante e cigni sul corso d’acqua.
Entrambi, zio e nipote, vogliono fare a Toni una proposta di matrimonio. Dopo alterne vicissitudini viene combinato il matrimonio fra Toni e Richard, all’Hotel Eden, al quale viene invitata la numerosa facoltosa parentela di Richard, fra cui un suo zio, Henri, che altri non è se non l’uomo che aveva cercato di approfittare di lei a Budapest, e che rivela alla parentela avida di titoli nobiliari che Toni non sarebbe nobile, nonostante il fatto che intanto Rose avesse adottato Toni come figlia, e che quindi Toni fosse effettivamente una baronessa.
Nel giorno del matrimonio, le anziane signore snob della parentela di Richard rimangono colpite dal fatto che i gioielli, e l’abito che Toni indossava per il matrimonio fossero tutti regali di nozze dello sposo. Toni stessa lo confessa loro, aggiungendo che lei, di per sé stessa, aveva provveduto solo alla propria biancheria intima, il che provoca scandalo fra le dame.
In seguito ad un equivoco, secondo il quale Richard avrebbe voluto rompere la promessa di matrimonio con Toni, compensandola con un assegno, Toni, adirata, di fronte a tutti straccia l’assegno, si libera dei gioielli e dell’abito, e rimane in biancheria intima.
In tale abbigliamento, alla fine, di fronte al prete, si unisce in matrimonio a Richard.